# Rules of the Game
Rules of the Game är en brittisk thrillerserie som hade premiär i Storbritannien 2022 och som hade svensk premiär på TV4 och TV4 Play den 6 mars 2023. I Storbritannien sändes serien på BBC. Första säsongen består av 4 avsnitt. Serien är skapad av Ruth Fowler som också skrivit serien manus. För regin har Jennifer Sheridan svarat.

## Handling
Sam Thompson är en hårdför chef på ett familjeägt sportföretag i nordvästra England. På företaget råder en sexistisk grabbkultur. Något som den nytillträdde HR-chfen Maya Benshaw bestämmer sig för att ändra på. När Sam en morgon hittar en död person på kontoret skakas företaget i grunden.

## Roller i urval
- Maxine Peake - Sam Thompson
- Rakhee Thakrar - Maya Benshaw
- Alison Steadman - Anita Jenkins
- Zoe Tapper - Vanessa Jenkins